# 訃報 2019年8月
訃報 2019年8月（ふほう 2019ねん8がつ）では、2019年8月に物故した、又は物故が報じられた人物についてまとめる。

## (1日 - 15日)

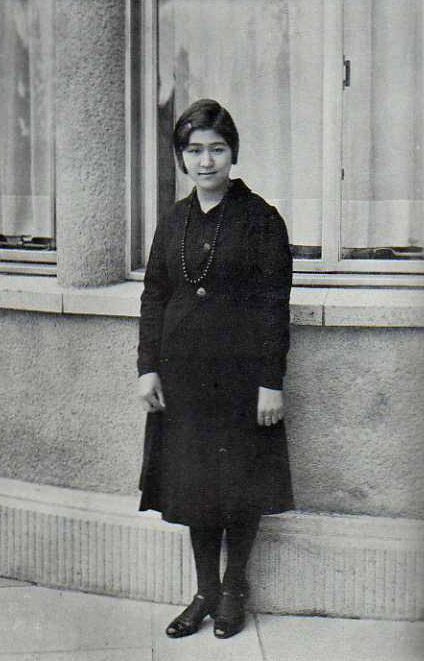
大給湛子／8月1日没

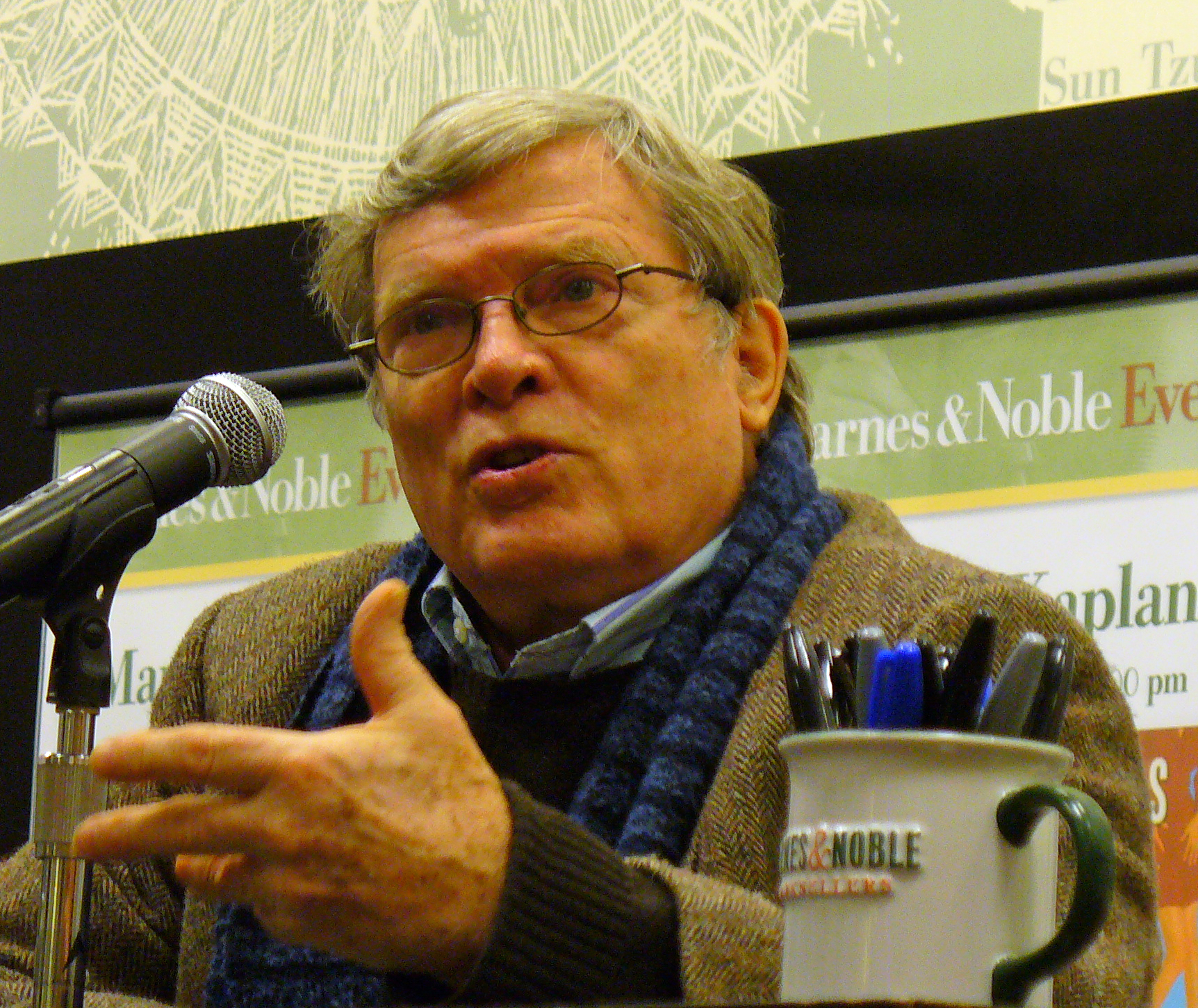
D・A・ペネベイカー／8月1日没

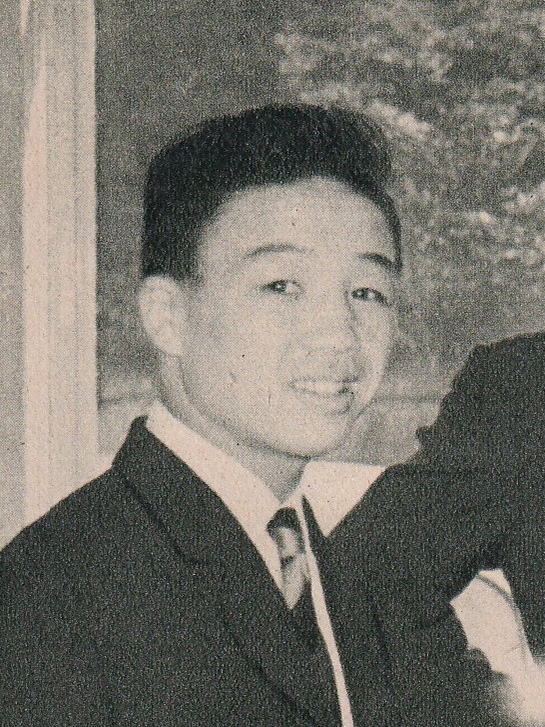
三迫仁志／8月1日没

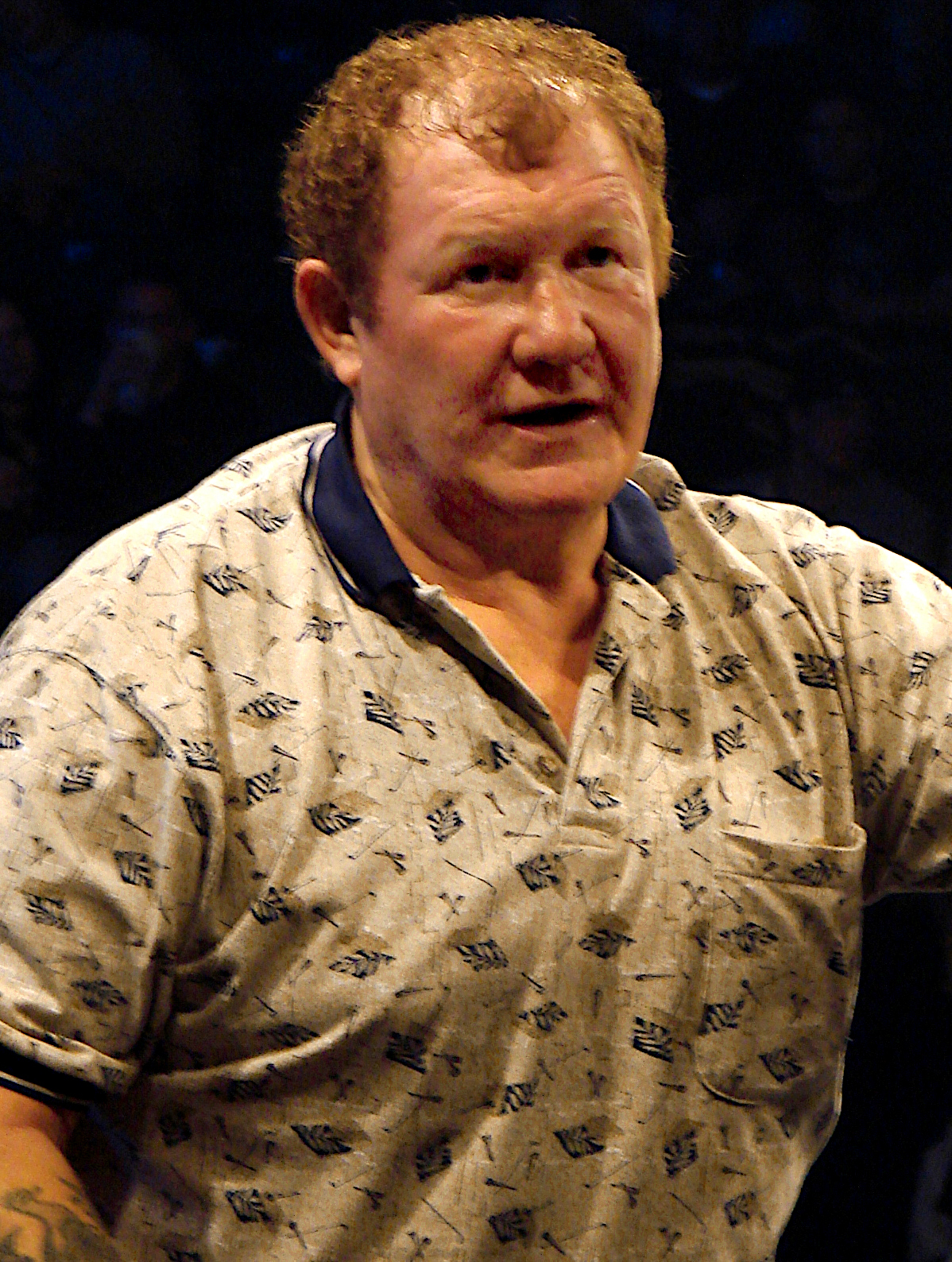
ハーリー・レイス／8月1日没

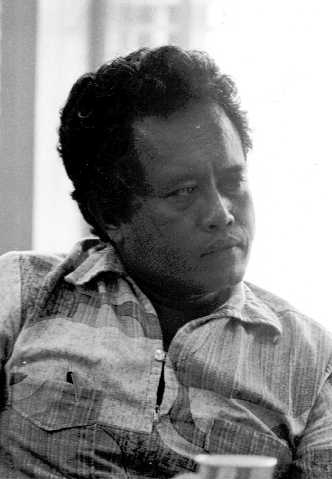
トーマス・レメンゲサウ・Sr／8月3日没

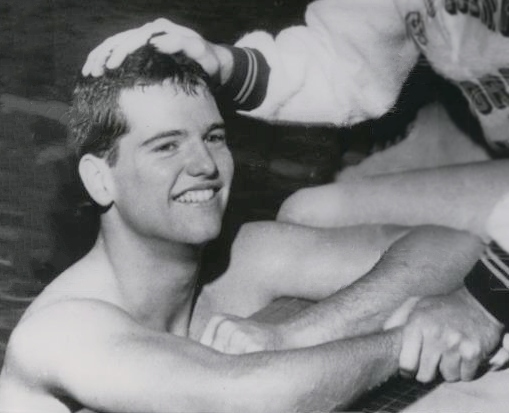
マイク・トロイ／8月3日没

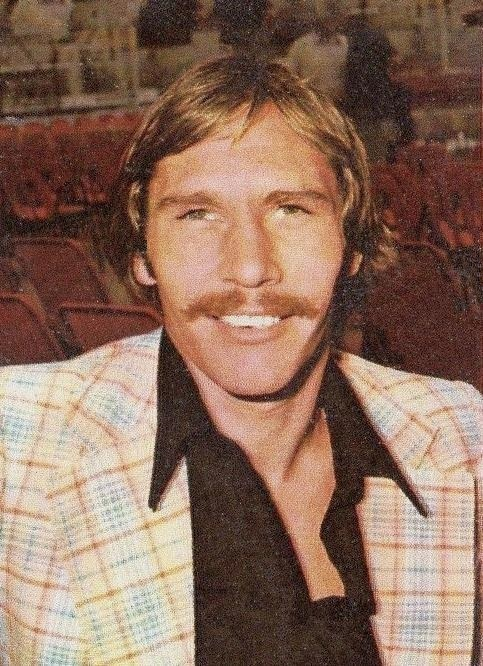
ジャン・クロード・ブーチェ／8月3日没

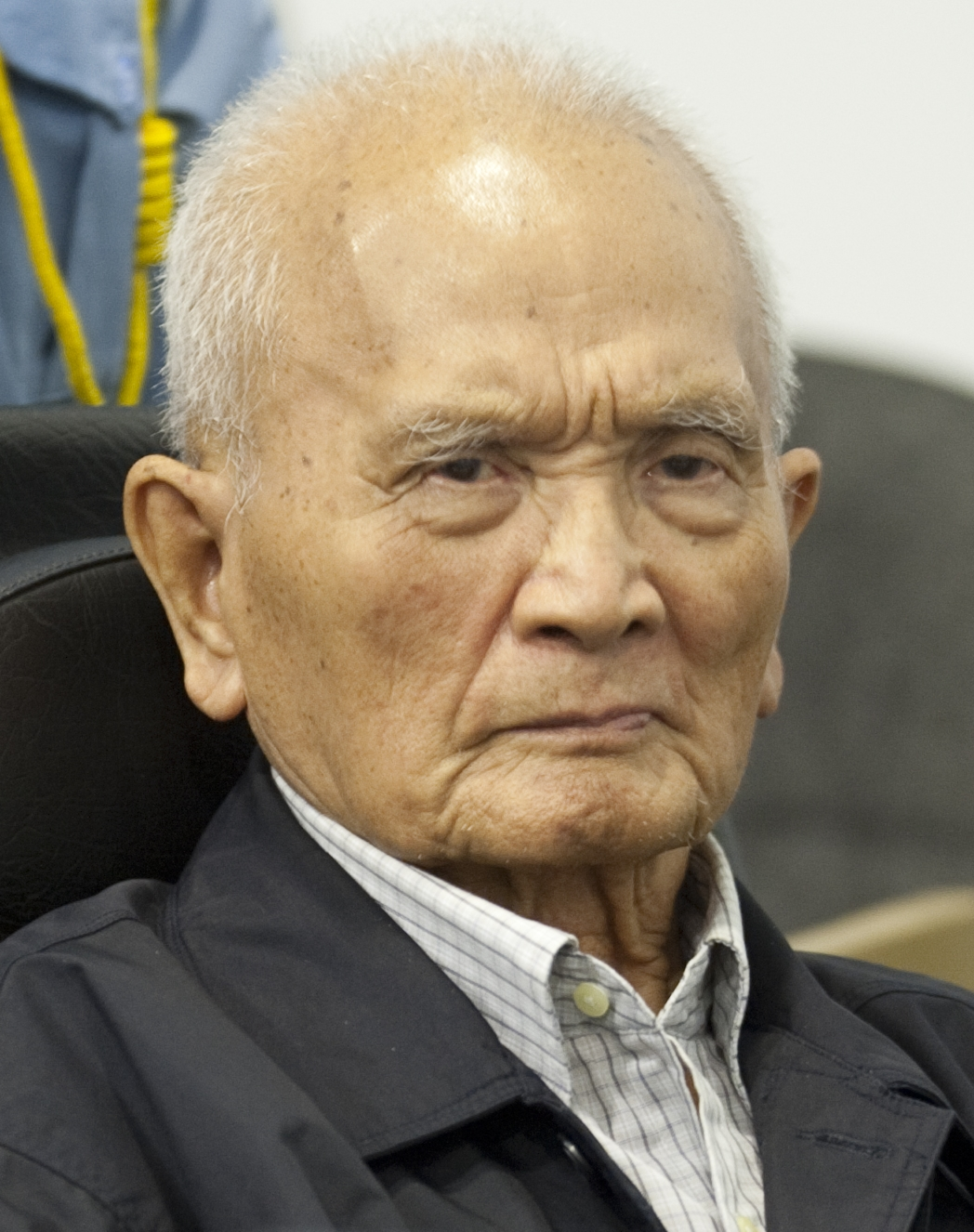
ヌオン・チア／8月4日没

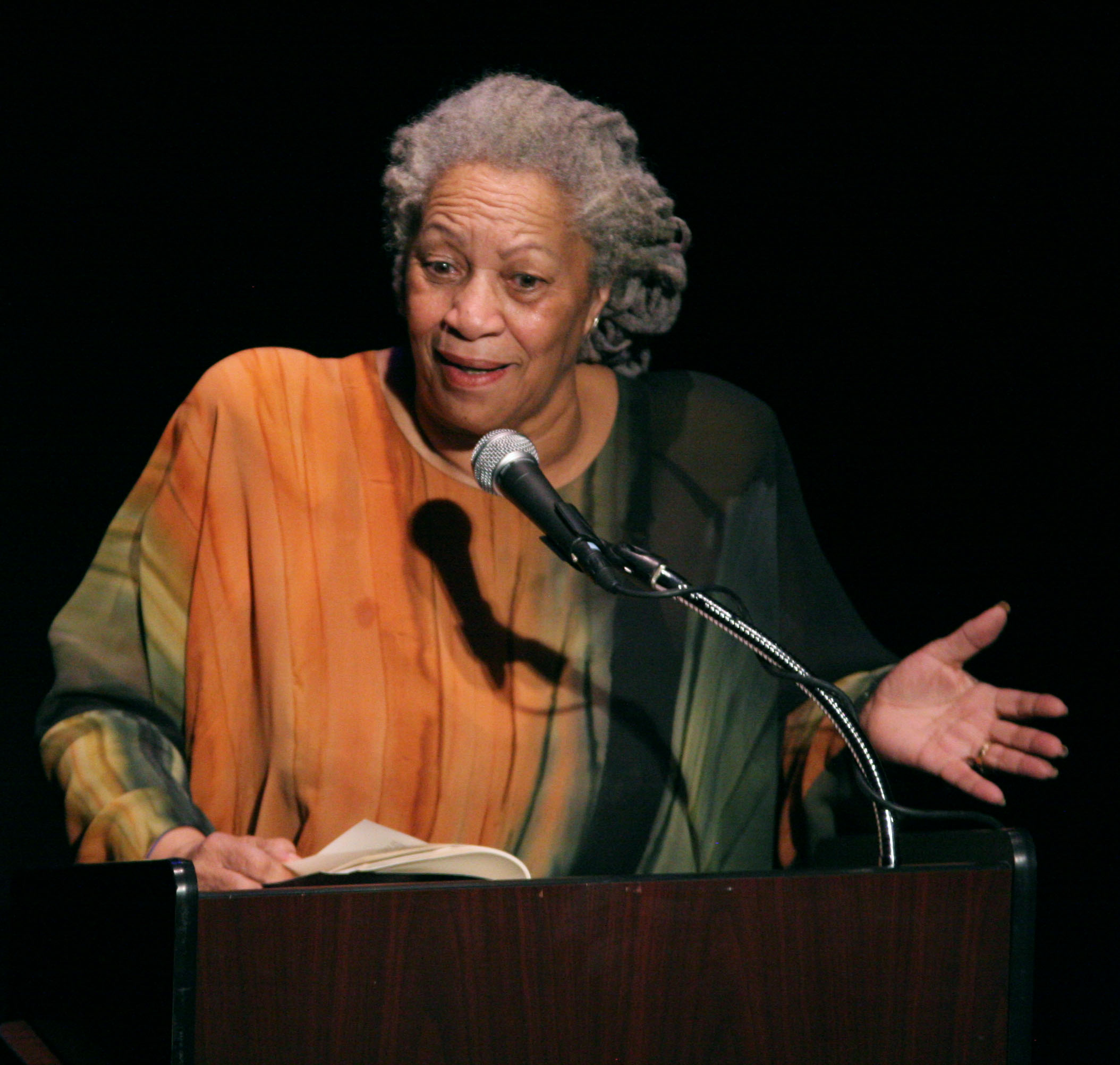
トニ・モリスン／8月5日没

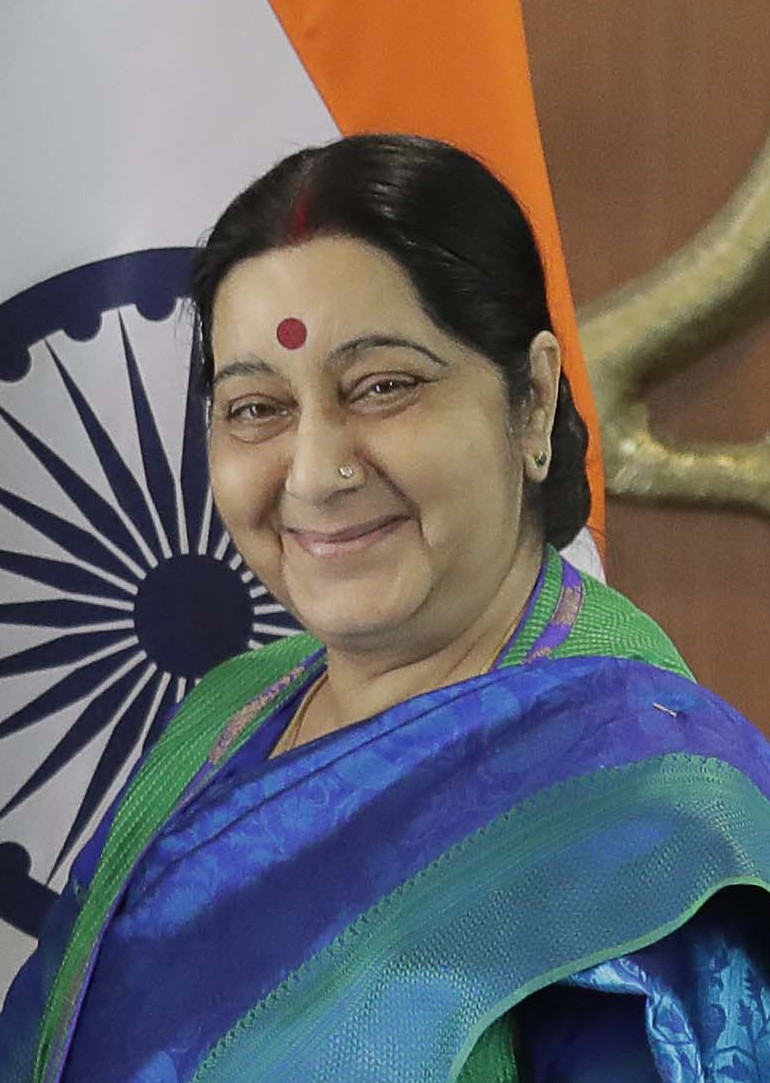
スシュマ・スワラージ／8月6日没

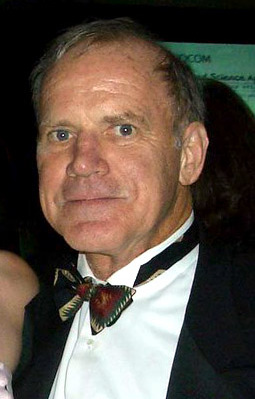
キャリー・マリス／8月7日没

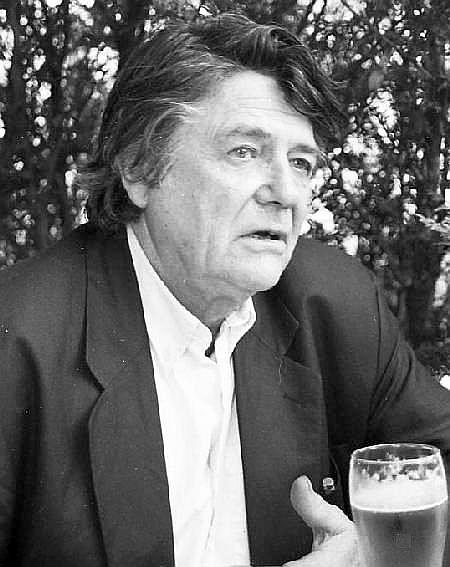
ジャン＝ピエール・モッキー／8月8日没

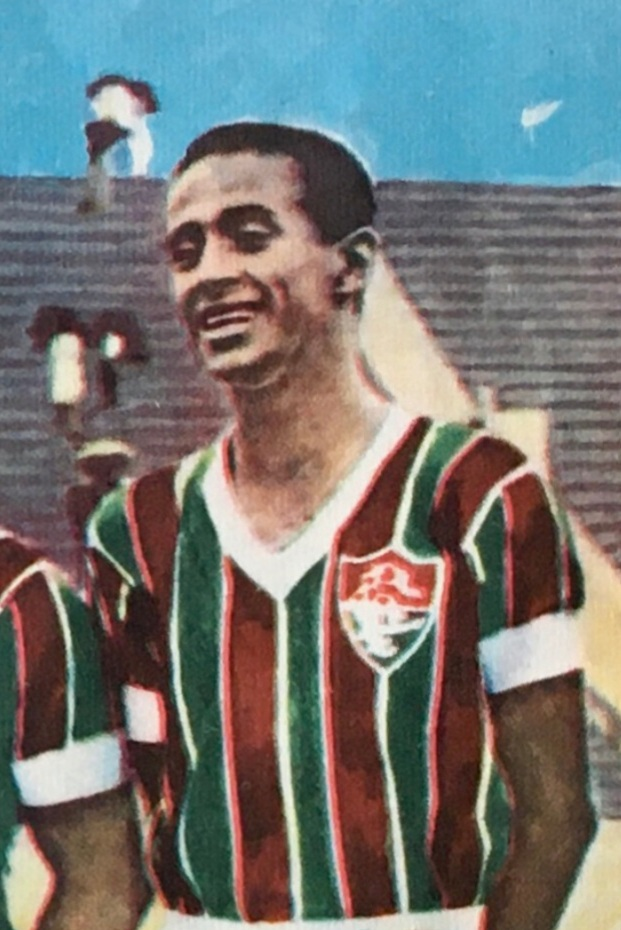
アウタイール・ゴメス・デ・フィゲイレド／8月9日没

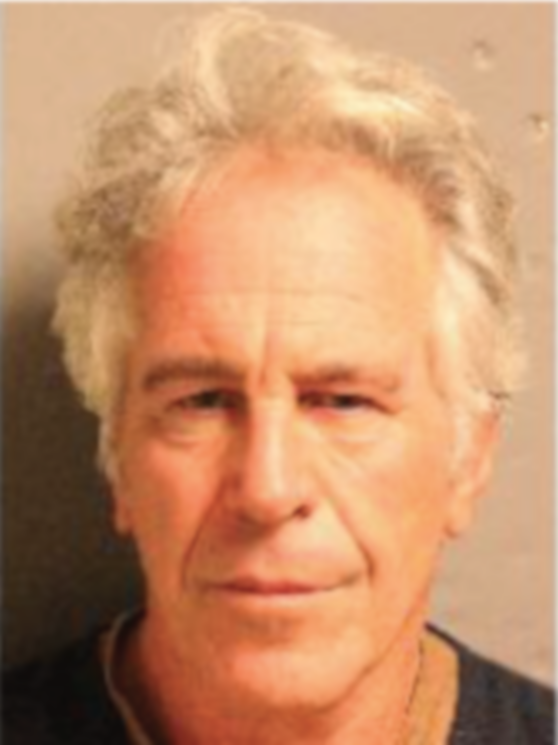
ジェフリー・エプスタイン／8月10日没

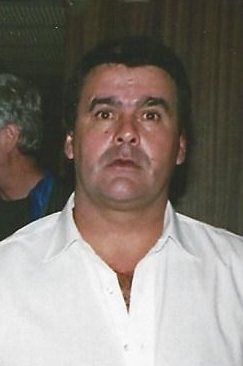
ホセ・ルイス・ブラウン／8月12日没

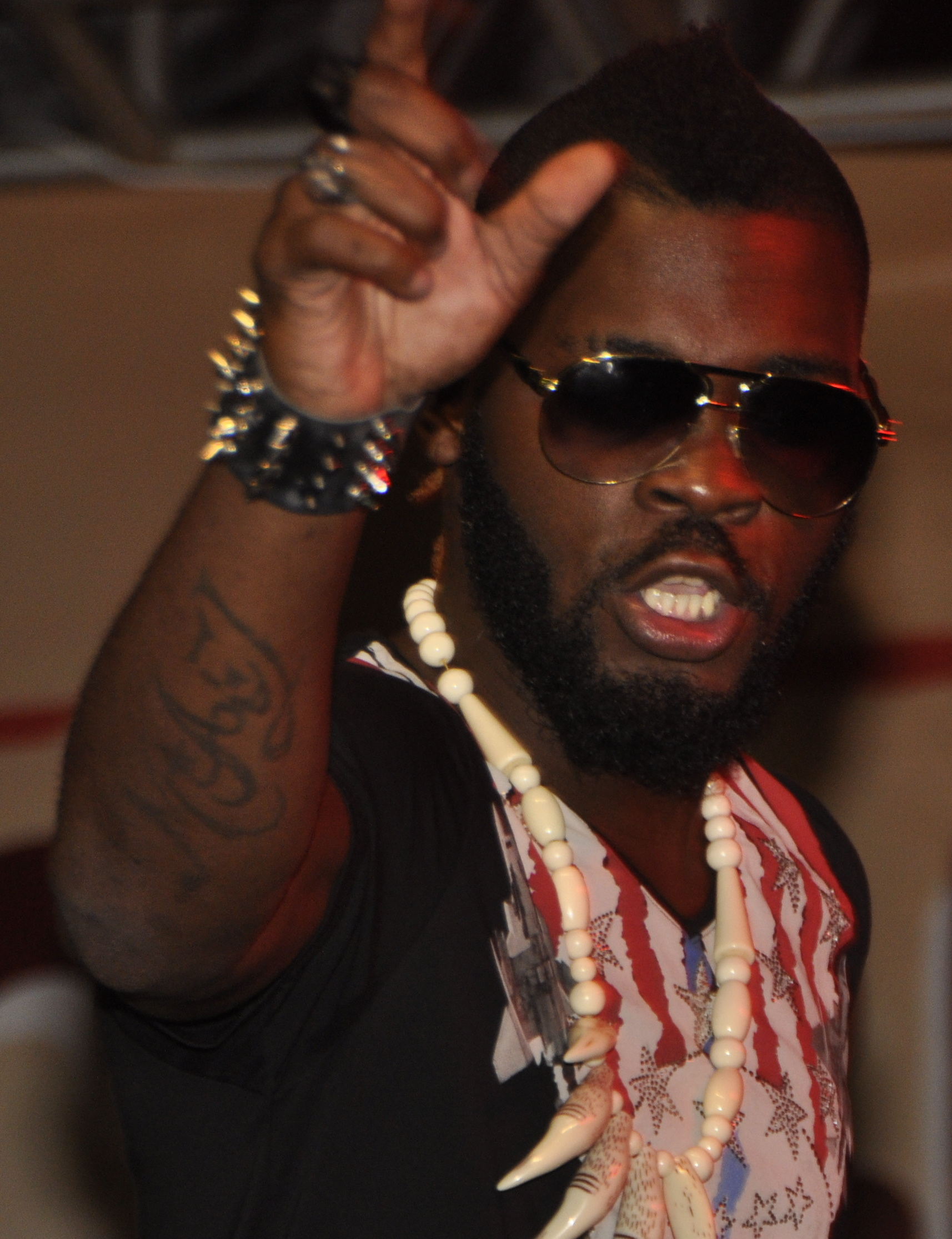
DJ Arafat／8月12日没

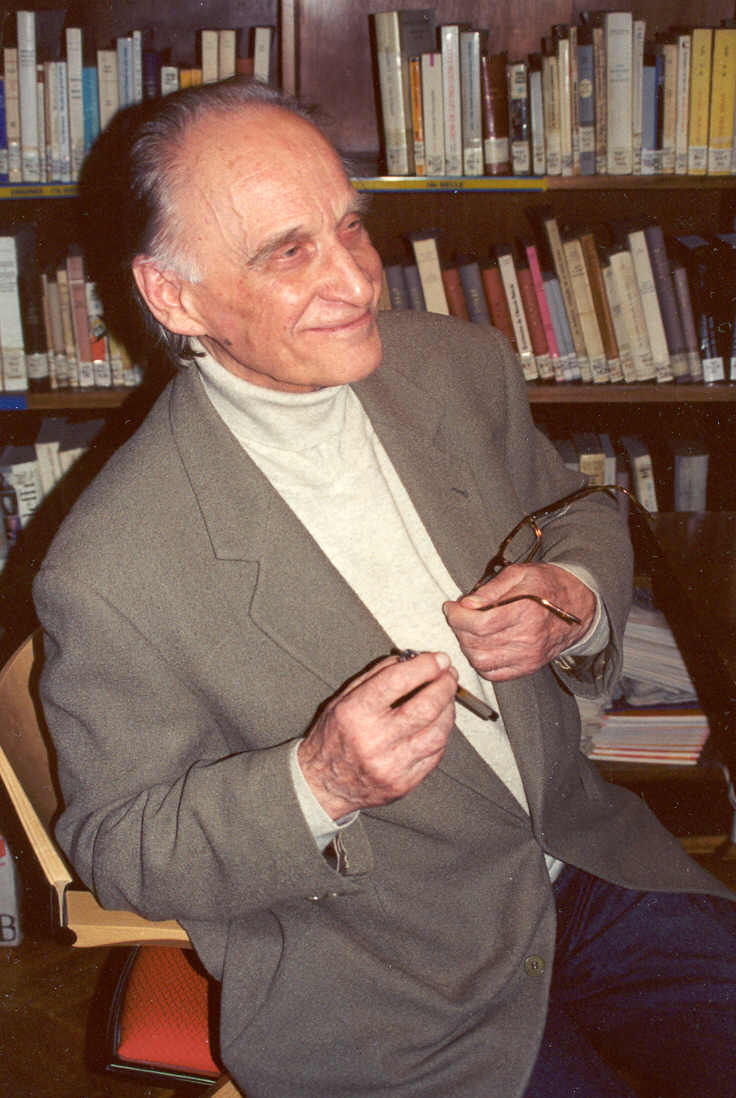
イヴォ・マレク／8月14日没

- 8月1日 - 大給湛子、日本の元皇族（* 1919年）[1]
- 8月1日 - D・A・ペネベイカー、アメリカ合衆国のドキュメンタリー映画監督（* 1925年）[2]
- 8月1日 - 三辺信夫、日本の経済学者、大阪市立大学名誉教授（* 1931年）[3]
- 8月1日 - 高須司登、日本の実業家、元中国電力社長（* 1932年）[4]
- 8月1日 - 三迫仁志、日本の元プロボクサー、ボクシングトレーナー、プロモーター（* 1934年）[5]
- 8月1日 - バリー・ヒューガート、アメリカ合衆国のファンタジー作家（* 1934年）[6]
- 8月1日 - 鎌田実、日本の元プロ野球選手【大阪タイガース所属】、野球指導者、野球解説者（* 1939年）[7]
- 8月1日 - 野崎東太郎、日本の実業家、元豊和工業社長（* 1942年?）[8]
- 8月1日 - ハーリー・レイス、アメリカ合衆国のプロレスラー、第47代NWA世界ヘビー級選手権者（* 1943年）[9]
- 8月1日 - アンネマリー・フーバー＝ホッツ（英語版）、スイスの政治家、元連邦事務総長（* 1948年）[10]
- 8月1日 - イアン・ギボンズ（英語版）、イギリスのキーボーディスト、元キンクスメンバー（* 1952年）[11]
- 8月1日 - アブディラフマン・オマル・オスマン（英語版）、ソマリアの政治家、モガディシュ市長（* 生年不詳）[12]
- 8月2日 - 堂坂ヨシ子、日本のセンテナリアン、正調・五木の子守唄伝承者（* 1917年）[13]
- 8月2日 - ヴァハクン・ダドリアン（英語版）、トルコ出身（アルメニア系）のアメリカ合衆国の社会学者、歴史家（* 1926年）[14]
- 8月2日 - 出口保夫、日本の英文学者、早稲田大学名誉教授（* 1929年）[15]
- 8月2日 - 山本芳央、日本の政治家、元愛知県新城市長（* 1931年?）[16]
- 8月2日 - 岩郷泰博、日本の元プロ野球選手【読売ジャイアンツ所属】（* 1943年）[17]
- 8月2日 - 丸山博、日本の元官僚、元外交官、実業家、元国土交通審議官、元フィンランド大使、空港施設会長（* 1948年?）[18]
- 8月2日 - 森永あい、日本の漫画家（* 生年不詳）[19]
- 8月3日 - 成瀬悟策、日本の臨床心理学者、九州大学名誉教授（* 1924年）[20]
- 8月3日 - トーマス・レメンゲサウ・Sr、パラオの政治家、元同国大統領（* 1929年）[21]
- 8月3日 - ニコライ・カルダシェフ、ロシアの天文学者（* 1932年）[22]
- 8月3日 - 中村和子、日本のアニメーター（* 1933年）[23]
- 8月3日 - 栗原玲児、日本の実業家、タレント、キャスター（* 1933年）[24]
- 8月3日 - ベイジル・ヒートリー、イギリスの陸上競技選手、1964年東京オリンピックマラソン銀メダリスト（* 1933年）[25]
- 8月3日 - 湯浅実、日本の俳優（* 1934年）[26]
- 8月3日 - 白石奈緒美、日本の女優、料理研究家（* 1935年）[27]
- 8月3日 - アンリ・ブロロ（英語版）、フランスの作詞家、音楽プロデューサー（* 1936年）[28]
- 8月3日 - ブライアン・ロホア（英語版）、ニュージーランドのラグビー選手・指導者（* 1940年）[29]
- 8月3日 - マイク・トロイ、アメリカ合衆国の競泳選手、1960年ローマオリンピック200mバタフライ・4 x 200m自由形リレー金メダリスト（* 1940年）[30]
- 8月3日 - ジャン・クロード・ブーチェ、フランスの元プロボクサー、俳優（* 1944年）[31]
- 8月3日 - クリフ・ブランチ（英語版）、アメリカ合衆国のアメリカンフットボール選手（* 1948年）[32]
- 8月3日 - ジャン＝ポール・ドリオ（フランス語版）、フランスのレーシングチーム経営者、DAMSオーナー（* 1950年）[33]
- 8月3日 - スティーブン・ガブサー（英語版）、アメリカ合衆国の理論物理学者、プリンストン大学物理学科教授（* 1972年）[34]
- 8月4日 - 野々川大介、日本の実業家、日本メナード化粧品創業者・会長、ダリヤ社長（* 1917年?）[35]
- 8月4日 - 江夏弘、日本の物理学者、立命館大学名誉教授（* 1922年）[36]
- 8月4日 - ヌオン・チア、カンボジアの政治家、元民主カンプチア人民代表議会常任委員会議長（* 1926年）[37]
- 8月4日 - ボブ・ウィルバー（英語版）、アメリカ合衆国のジャズクラリネット奏者、バンドリーダー（* 1928年）[38]
- 8月4日 - 藤中義昭、日本の実業家、イワキ創業者（* 1929年?）[39]
- 8月4日 - 月向邦彦、日本の生物物理学者、広島大学名誉教授（* 1942年?）[40]
- 8月4日 - 小宅近昭、日本の政治家、元茨城県那珂市長（* 1943年?）[41]
- 8月4日 - プルデンシオ・カルドナ、コロンビアのプロボクサー（* 1951年）[42]
- 8月4日 - 野口岱寛、日本の書家（* 1961年?）[43]
- 8月4日 - 園田小波、日本の漫画家（* 1977年）[44]
- 8月5日 - 大石純、日本の原子力工学者、京都大学名誉教授（* 1925年?）[45]
- 8月5日 - トニ・モリスン、アメリカ合衆国の作家、ノーベル文学賞受賞者（* 1931年）[46]
- 8月5日 - 入江洋佑、日本の俳優、東京演劇アンサンブル代表（* 1934年）[47]
- 8月5日 - ビョルグ・ランブレヒト（英語版）、ベルギーのサイクルロードレース選手（* 1997年）[48]
- 8月6日 - 平野和男、日本の実業家、元大同生命保険社長（* 1933年）[49]
- 8月6日 - ディートリッヒ・シュタウファー、ドイツの物理学者（* 1943年）[50]
- 8月6日 - 大橋寛明、日本の裁判官、元札幌高等裁判所長官（* 1949年）[51]
- 8月6日 - スシュマ・スワラージ、インドの政治家、元デリー市首相、情報放送相、外相、インド人民党下院議員団長（* 1952年）[52]
- 8月6日 - ニッキー・ワンダー、アメリカ合衆国のギタリスト、ワンダーミンツメンバー（* 1960年）[53]
- 8月7日 - キャリー・マリス、アメリカ合衆国の生化学者、ノーベル化学賞受賞者（* 1944年）[54]
- 8月7日 - 相沢毅、日本の実業家、元日本フイルコン社長（* 1944年?）[55]
- 8月7日 - 三井義広、日本の弁護士、元日本弁護士連合会副会長、浜松市暴力団追放運動弁護団長（* 1952年?）[56]
- 8月7日 - デヴィッド・バーマン（英語版）、アメリカ合衆国のシンガーソングライター、詩人（* 1967年）[57]
- 8月8日 - 安武洋子、日本の政治家、元参議院議員【日本共産党所属】（* 1928年）[58]
- 8月8日 - ジャン＝ピエール・モッキー、フランスの映画監督、脚本家、俳優（* 1929年）[59]
- 8月8日 - マンフレッド・マックス＝ニーフ（英語版）、チリの経済学者（* 1932年）[60]
- 8月8日 - デーブ・パークス（英語版）、アメリカ合衆国のアメリカンフットボール選手（* 1941年）[61]
- 8月9日 - タキス（英語版）、ギリシャの芸術家（* 1925年）[62]
- 8月9日 - クロード・ロベルジュ、カナダ出身の言語学者、上智大学名誉教授（* 1929年?）[63]
- 8月9日 - バリー・ストラウド、カナダの哲学者（* 1935年）[64]
- 8月9日 - アウタイール・ゴメス・デ・フィゲイレド、ブラジルのサッカー選手、元同国代表（* 1938年）[65]
- 8月9日 - ハフルディン・ユスフィ（英語版）、セルビアのサッカー選手・指導者、元ユーゴスラビア代表（* 1939年）[66]
- 8月9日 - 生野照子、日本の心身医学者、神戸女学院大学名誉教授（* 1943年）[67]
- 8月10日 - ピエロ・トージ（英語版）、イタリアの衣裳デザイナー（* 1927年）[68]
- 8月10日 - ジェフリー・エプスタイン、アメリカ合衆国の投資家、実業家（* 1953年）[69]
- 8月10日 - 阿部託志、日本の実業家、元ドイチェ・アセット・マネジメント会長兼社長（* 1957年）[70]
- 8月10日 - 瀧本哲史、日本の投資家、京都大学客員准教授（* 1971年?）[71]
- 8月11日 - 福田督、日本の実業家、元中国電力会長（* 1942年）[72]
- 8月11日 - J・ニール・シュルマン（英語版）、アメリカ合衆国の小説家、プロメテウス賞殿堂賞受賞者（* 1953年）[73]
- 8月11日 - バーバラ・マーチ（英語版）、カナダの女優（* 1953年）[74]
- 8月11日 - ワルテル・マルティネス、ホンジュラスのサッカー選手、元同国代表（* 1982年）[75]
- 8月12日 - フランク・ツァオ（英語版）（曹文錦）、中華民国出身の実業家（* 1925年）[76]
- 8月12日 - 盧永根（英語版）、中華人民共和国の農学者、作物遺伝学者、慈善家、元華南農業大学学長（* 1930年）[77]
- 8月12日 - 勝井三雄、日本のグラフィックデザイナー（* 1931年）[78]
- 8月12日 - ホセ・ルイス・ブラウン、アルゼンチンのサッカー選手・指導者、元同国代表（* 1956年）[79]
- 8月12日 - DJ Arafat、コートジボワールのミュージシャン（* 1986年）[80]
- 8月13日 - 山村和夫、日本の実業家、元村田製作所副社長（* 1933年?）[81]
- 8月13日 - 宮下史明、日本の経済地理学者、早稲田大学名誉教授（* 1940年）[82]
- 8月13日 - ヤニック・ノンヴァイラー、ドイツのサッカー選手、元同国U-18代表（* 1994年）[83]
- 8月14日 - ウーゴ・サンソネッティ（イタリア語版）、イタリアの作家、マスターズ陸上選手（* 1919年）[84]
- 8月14日 - イヴォ・マレク、クロアチア出身のフランスの作曲家、指揮者、音楽教育者（* 1925年）[85]
- 8月14日 - 佐渡谷重信、日本のアメリカ文学者、西南学院大学名誉教授（* 1932年）[86]
- 8月14日 - 齋藤寛、日本の医学者、元長崎大学学長（* 1937年）[87]
- 8月14日 - ジェルジ・ジュヴァニ（アルバニア語版）、アルバニアの映画監督（* 1963年）[88]
- 8月15日 - 秦含章（中国語版）、中華人民共和国の食品科学者、スーパーセンテナリアン（* 1908年）[89]
- 8月15日 - エディー・マーリン（英語版）、アメリカ合衆国のプロレスラー、プロモーター（* 1930年）[90]
- 8月15日 - エドワード・レオン・バクスター（英語版）、アメリカ合衆国のプロレスラー（* 1938年）[91]

## (16日 - 31日)

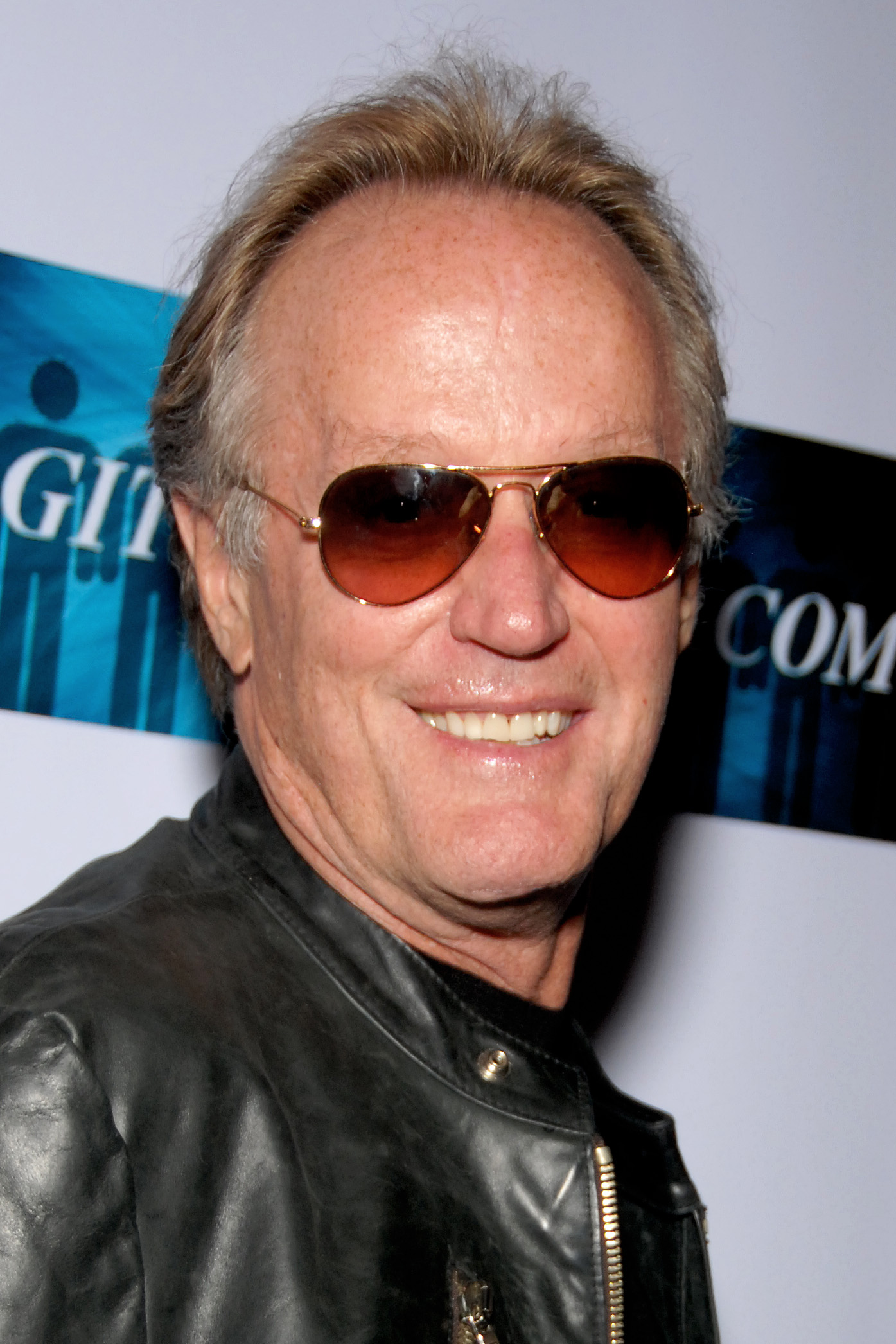
ピーター・フォンダ／8月16日没

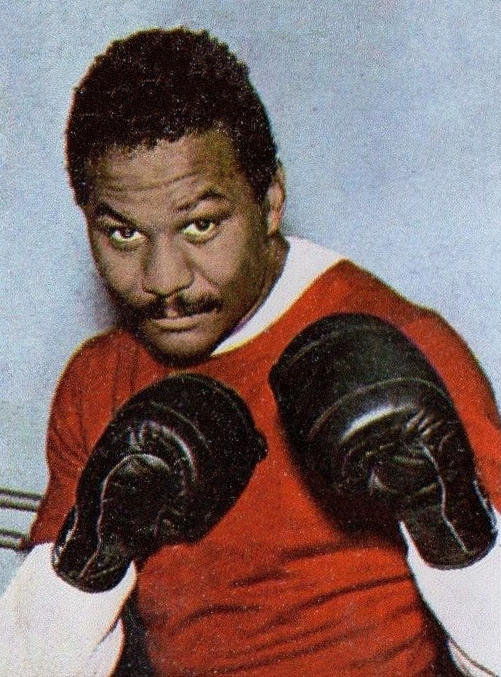
ホセ・ナポレス／8月16日没

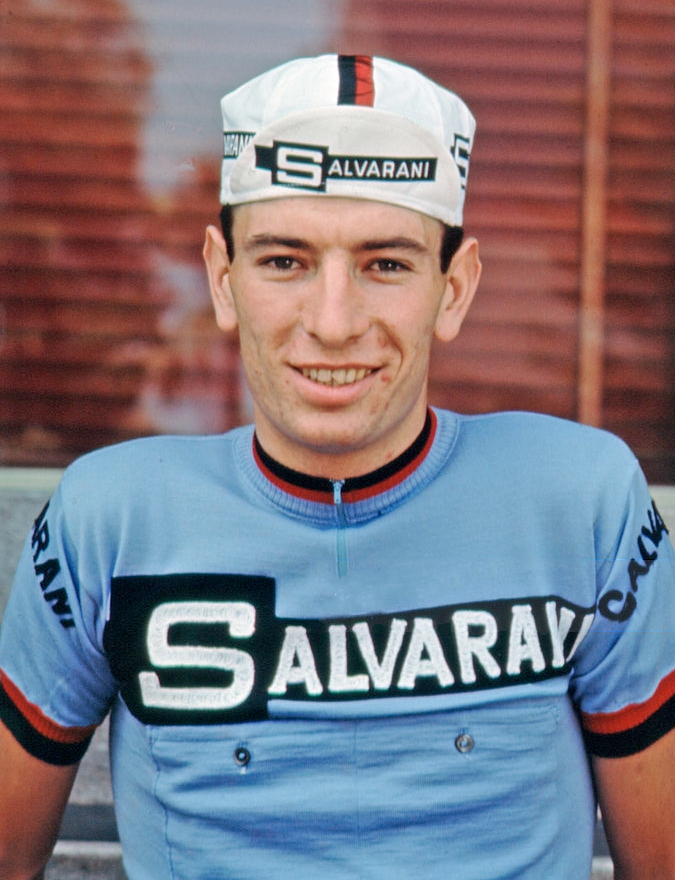
フェリーチェ・ジモンディ／8月16日没

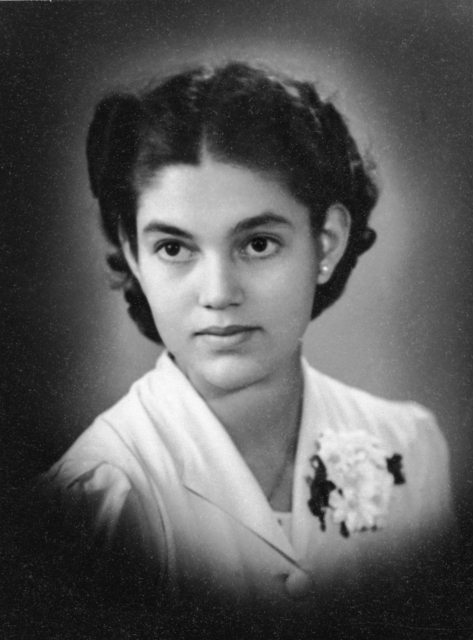
ジャン・ラフ・オハーン／8月19日没

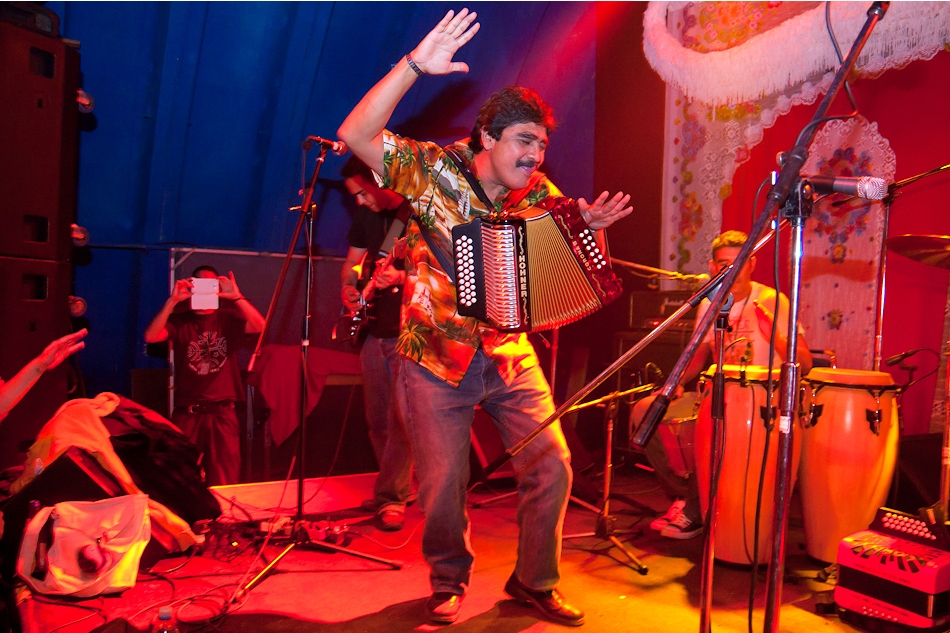
セルソ・ピニヤ／8月21日没

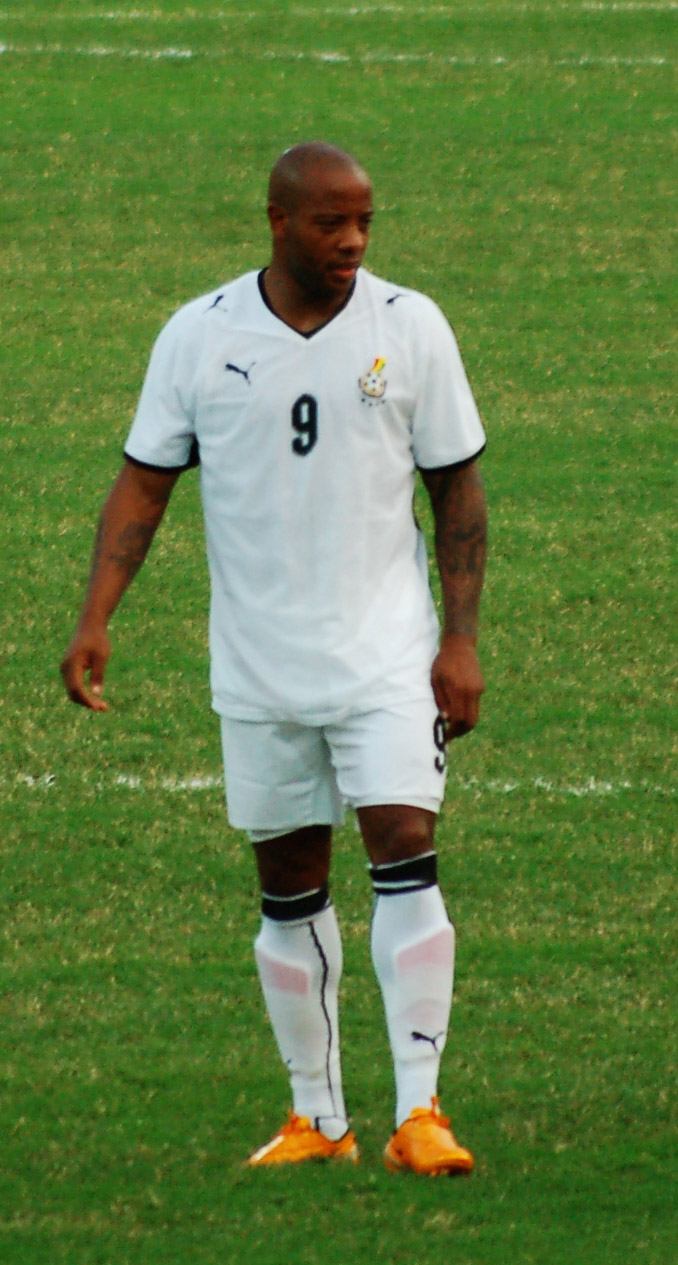
ジュニオール・アゴゴ／8月22日没

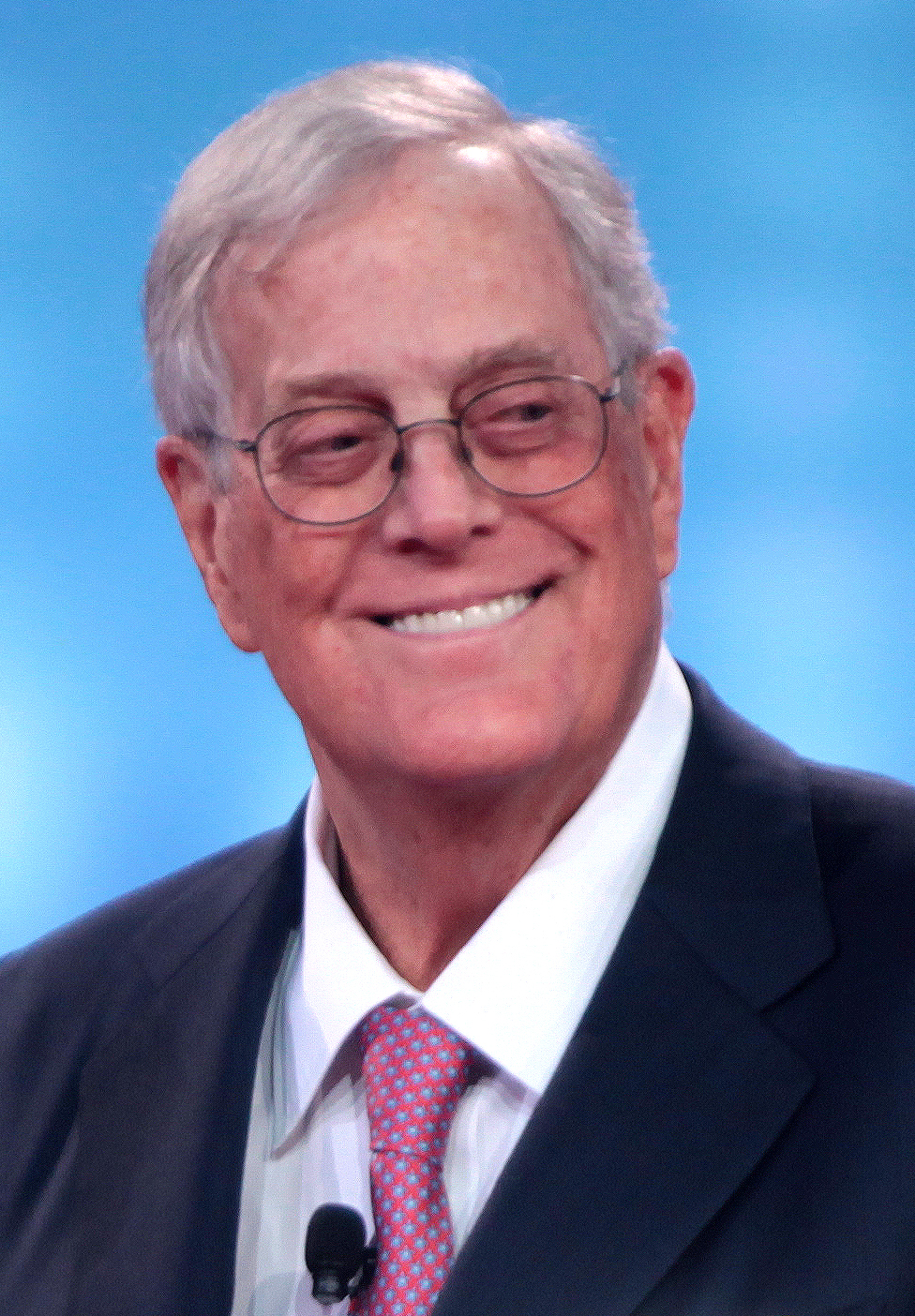
デイビッド・コーク／8月23日没

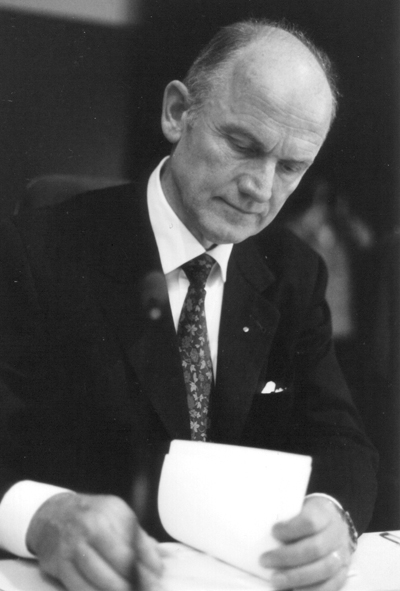
フェルディナント・ピエヒ／8月25日没

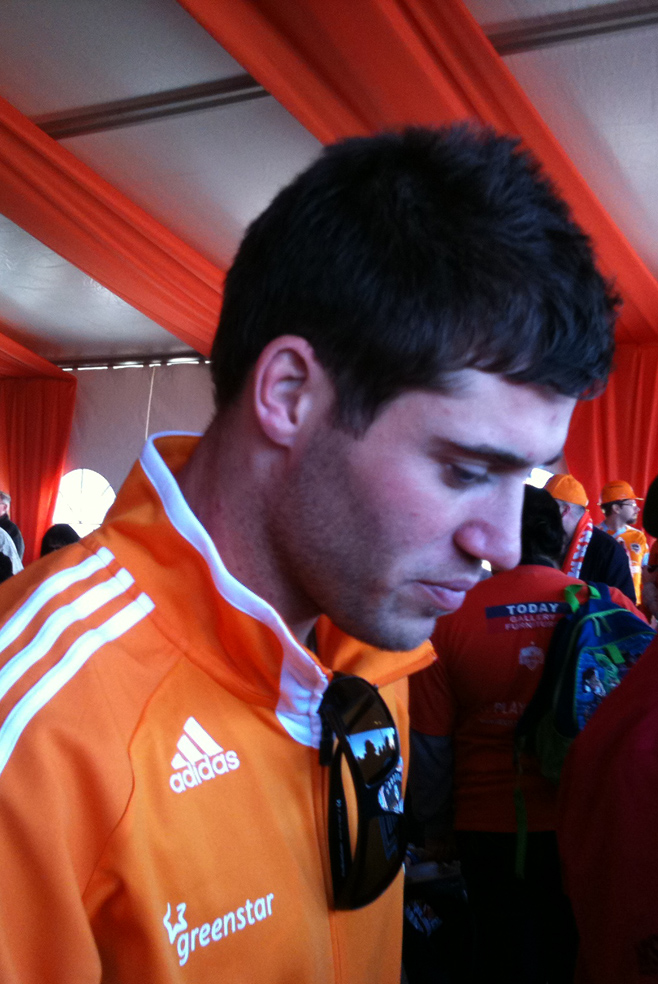
コリン・クラーク／8月26日没

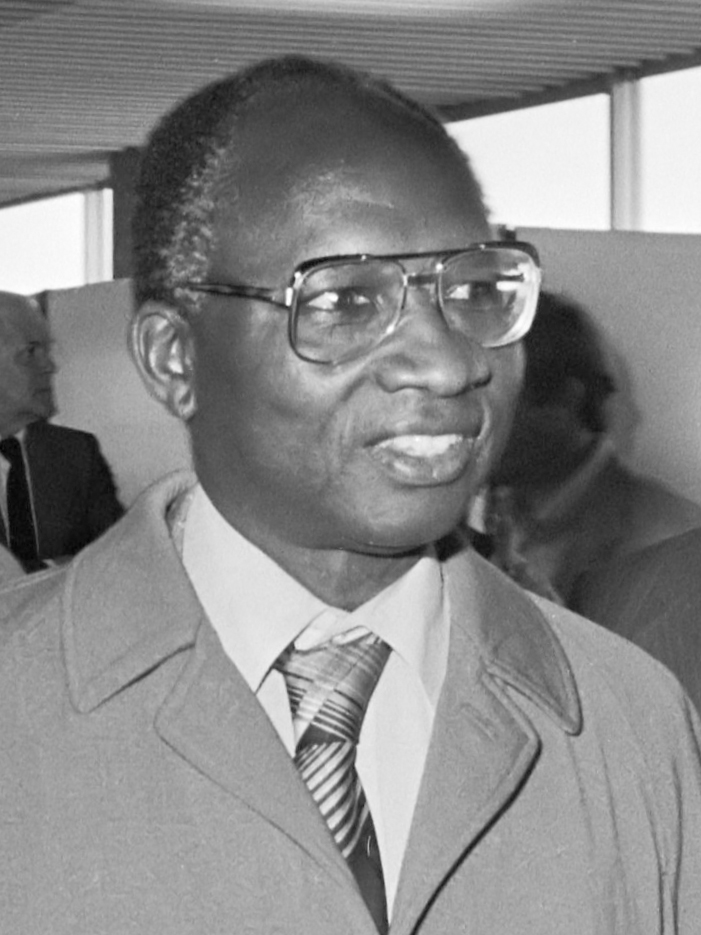
ダウダ・ジャワラ／8月27日没

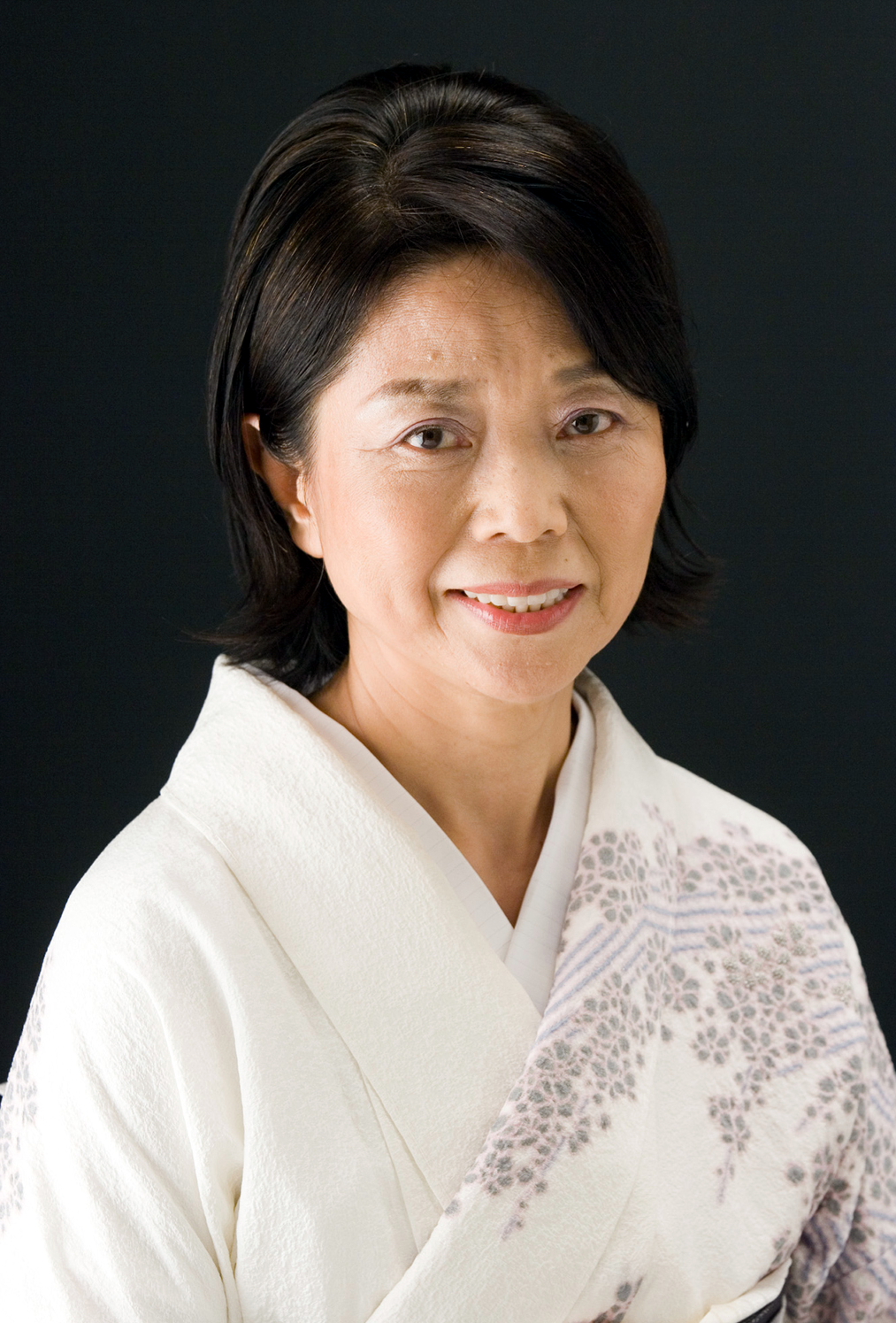
野坂操壽 (2代目)／8月27日没

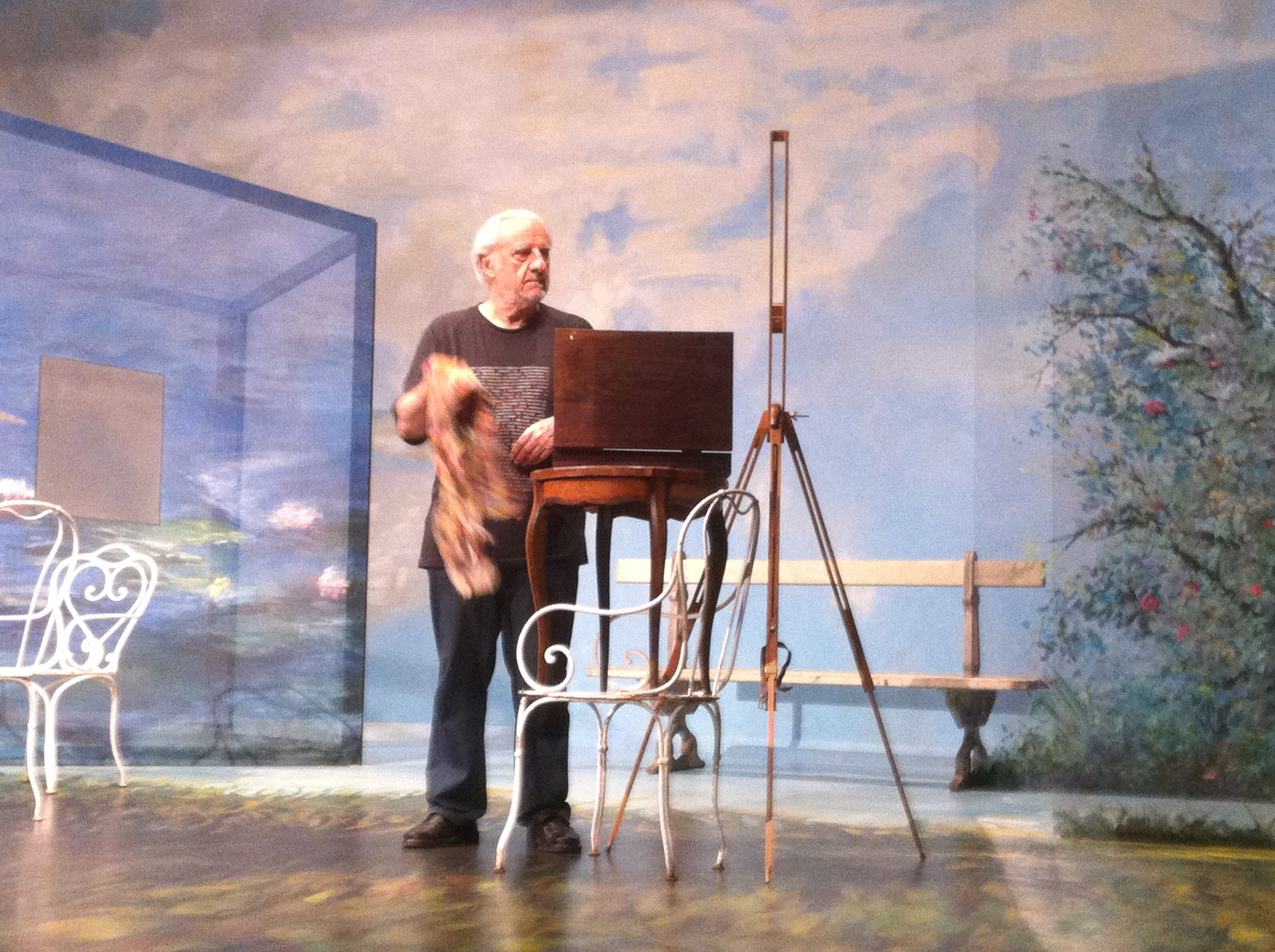
ミシェル・オーモン／8月27日没

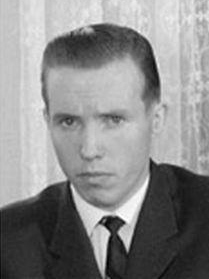
ユハ二・カルキネン／8月29日没

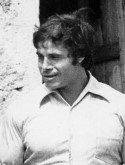
フランコ・コロンボ／8月30日没

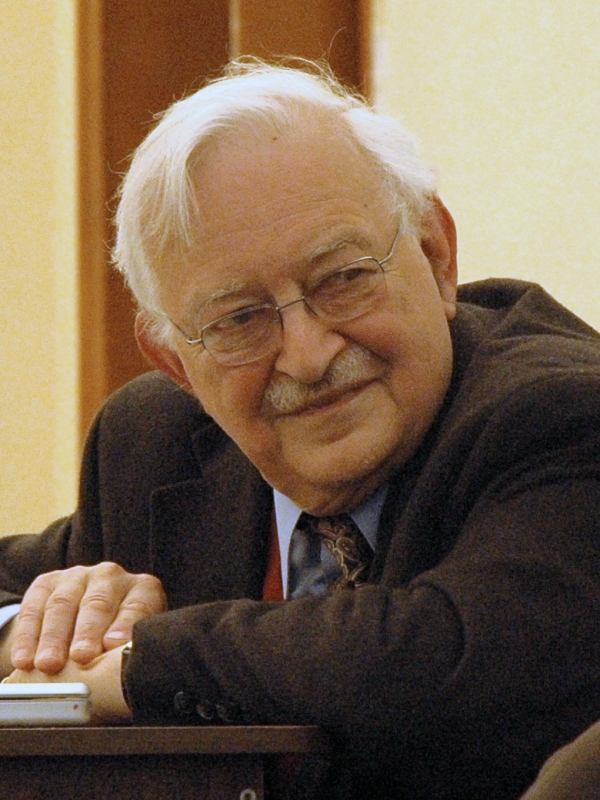
イマニュエル・ウォーラーステイン／8月31日没

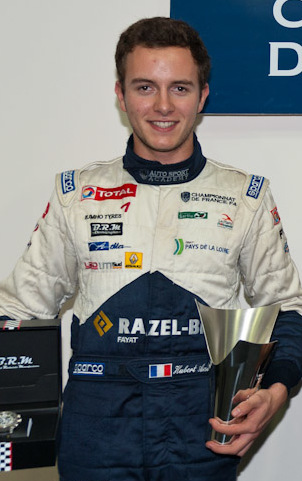
アントワーヌ・ユベール／8月31日没

- 8月16日 - リチャード・ウィリアムズ（英語版）、カナダ出身のイギリスのアニメーター、アニメ監督（* 1933年）[92]
- 8月16日 - 中村典正、日本の作曲家（* 1935年）[93]
- 8月16日 - 宮村武夫、日本の牧師（* 1939年）[94]
- 8月16日 - ピーター・フォンダ、アメリカ合衆国の俳優（* 1940年）[95]
- 8月16日 - ホセ・ナポレス、キューバ出身のメキシコの元プロボクサー、元WBA・WBC世界ウェルター級統一王者（* 1940年）[96]
- 8月16日 - フェリーチェ・ジモンディ、イタリアのサイクルロードレース選手（* 1942年）[97]
- 8月16日 - クリスティーナ・ファン・オラニエ＝ナッサウ（オランダ語版）、オランダの王族、ユリアナ女王第4王女（* 1947年）[98]
- 8月17日 - 濱田泰三、日本のフランス文学者、早稲田大学名誉教授（* 1928年）[99]
- 8月17日 - 谷林正昭、日本の政治家、元参議院議員【民主党所属】（* 1946年）[100]
- 8月17日 - モハマド・スフィアン・アブドゥル・ラハマン、マレーシアのサッカー選手、元同国代表（* 1978年）[101]
- 8月18日 - 中島欣也、日本の会社役員、作家、元新潟日報社常務（* 1922年）[102]
- 8月18日 - 三上隆三、日本の経済学者、和歌山大学名誉教授（* 1926年）[103]
- 8月18日 - 神村勲、日本の教育者、学校法人神村学園創立者・理事長（* 1931年）[104]
- 8月18日 - ヘルムート・フロシャウアー、オーストリアの指揮者（* 1933年）[105]
- 8月18日 - キャスリーン・ブランコ（英語版）、アメリカ合衆国の政治家、元ルイジアナ州知事（* 1942年）[106]
- 8月18日 - 藤江修也、日本の実業家、元タツタ電線社長（* 1945年?）[107]
- 8月18日 - 余振貴（中国語版）、中華人民共和国の歴史家、中国イスラム協会副会長（* 1946年）[108]
- 8月18日 - ロバート・オウコ（英語版）、ケニアの陸上競技選手、1972年ミュンヘンオリンピック4x400mリレー金メダリスト（* 1948年）[109]
- 8月19日 - ジャン・ラフ・オハーン、オランダ領東インド出身のオーストラリアの人権活動家、元スマラン慰安所事件被害者の1人（* 1923年）[110]
- 8月19日 - 和田一夫、日本の実業家、ヤオハン元代表、経営コンサルタント（* 1929年）[111]
- 8月19日 - セルジオ・ペルティカローリ、イタリアのピアニスト（* 1930年）[112]
- 8月19日 - 利谷信義、日本の法学者、お茶の水女子大学名誉教授（* 1932年）[113]
- 8月19日 - 小田清孝、日本の実業家、小田合繊工業株式会社創設者（* 1934年?）[114]
- 8月19日 - アル・ジョンソン（英語版）、アメリカ合衆国のMLB選手（* 1935年）[115]
- 8月19日 - 佐藤茂富、日本の高校野球指導者、元北海道砂川北高（現・砂川高）監督、北海道鵡川高監督・総監督（* 1940年）[116]
- 8月19日 - ラリー・テイラー（英語版）、アメリカ合衆国のベーシスト、キャンド・ヒートのメンバー（* 1942年）[117]
- 8月20日 - 長谷川龍生、日本の詩人、元日本現代詩人会会長（* 1928年）[118]
- 8月21日 - シャリーファ・ディナー・ビント・アブドゥルハミード（英語版）、エジプト出身の元王妃、元フセイン1世夫人（* 1929年）[119]
- 8月21日 - ノーマ・クロッカー（英語版）、オーストラリアの陸上競技選手、1956年メルボルンオリンピック女子4x100mリレー金メダリスト（* 1934年）[120]
- 8月21日 - セルソ・ピニヤ、メキシコのクンビア歌手、作曲家、編曲家、アコーディオン奏者（* 1953年）[121]
- 8月21日 - ジョヴァンニ・ブタレッリ（英語版）、イタリアの欧州委員会官僚、欧州データ保護監督官（英語版）（* 1957年）[122]
- 8月21日 - イ・ヨンマ（朝鮮語版）、大韓民国のジャーナリスト（* 1969年）[123]
- 8月21日 - イフェアニ・チエイネ（英語版）、ナイジェリアのサッカー選手、元同国女子代表（* 1983年）[124]
- 8月22日 - 日野資純、日本の言語学者、静岡大学名誉教授（* 1926年）[125]
- 8月22日 - ペドロ・シモン、アルゼンチン出身のラテンアメリカ文学者、南山大学名誉教授、元学校法人南山学園長（* 1930年）[126]
- 8月22日 - 平野治男、日本の実業家、元東北特殊鋼社長（* 1935年?）[127]
- 8月22日 - トム・ニッソーク、アメリカ合衆国のバスケットボール指導者（* 1936年）[128]
- 8月22日 - 栗田子郎、日本の植物学者、千葉大学名誉教授（* 1936年）[129]
- 8月22日 - ジェラード・オニール（英語版）、アメリカ合衆国のジャーナリスト、元ボストン・グローブ記者、ピューリッツァー賞受賞者（* 1942年）[130]
- 8月22日 - 橋本シャーン、日本の挿絵画家（* 1943年）[131]
- 8月22日 - ジュニオール・アゴゴ、ガーナのサッカー選手、元同国代表（* 1979年）[132]
- 8月23日 - 王国棟（中国語版）、中華人民共和国の画家（* 1931年）[133]
- 8月23日 - ラリッサ・ボンファンテ（英語版）、イタリア出身のアメリカ合衆国の西洋古典学者（* 1931年）[134]
- 8月23日 - 鈴木巌、日本のギタリスト、作曲家（* 1932年）[135]
- 8月23日 - マリオ・ダヴィドフスキー（英語版）、アルゼンチン出身のアメリカ合衆国の作曲家（* 1934年）[136]
- 8月23日 - カルロ・デッレ・ピアーネ（イタリア語版）、イタリアの俳優（* 1936年）[137]
- 8月23日 - エゴン・ツィマーマン（英語版）、オーストリアのアルペンスキー選手、1964年インスブルックオリンピックダウンヒル金メダリスト（* 1939年）[138]
- 8月23日 - デイビッド・コーク、アメリカ合衆国の実業家、元コーク・インダストリーズ副社長（* 1940年）[139]
- 8月23日 - 田中信太郎、日本の彫刻家（* 1940年）[140]
- 8月23日 - マッシモ・マッティオーリ、イタリアの漫画家（* 1943年）[141]
- 8月23日 - 新山ひでや、日本の漫才師（* 1945年）[142]
- 8月23日 - リック・ルーミス（英語版）、アメリカ合衆国のゲームデザイナー、実業家、フライング・バッファロー創業者（* 1946年）[143]
- 8月24日 - ジュリア・フローレス・コルケ、ボリビアのスーパーセンテナリアン（* 1900年）[144]
- 8月24日 - 豊田正敏、日本の実業家、技術者、元東京電力副社長、元日本原燃サービス（現日本原燃）社長（* 1923年）[145]
- 8月24日 - シドニー・リッテンバーグ（英語版）、アメリカ合衆国のジャーナリスト（* 1924年）[146]
- 8月24日 - 岩松研吉郎、日本の国文学者、慶應義塾大学名誉教授（* 1943年）[147]
- 8月24日 - アルン・ジャイトリー（英語版）、インドの弁護士、政治家、上院議員、前財務大臣（* 1952年）[148]
- 8月24日 - 原博巳、日本のサクソフォン奏者（* 1975年）[149]
- 8月25日 - 山田裕一、日本の実業家、元芦森工業社長（* 1928年）[150]
- 8月25日 - 加納一朗、日本の小説家（* 1928年）[151]
- 8月25日 - ロードヴァイク・ヴォルチェ（英語版）、オランダの天文学者、元国際天文学連合会長（* 1930年）[152]
- 8月25日 - 篠塚義正、日本の政治家、元千葉県野田市長（* 1932年?）[153]
- 8月25日 - 中尾英夫、日本の実業家、元日本アビオニクス社長（* 1933年?）[154]
- 8月25日 - フェルディナント・ピエヒ、ドイツの実業家、技術者、元フォルクスワーゲン代表取締役会長（* 1937年）[155]
- 8月25日 - ビンス・ナイモリ（英語版）、アメリカ合衆国の実業家、元タンパベイ・デビルレイズ（現タンパベイ・レイズ）オーナー（* 1937年）[156]
- 8月25日 - 中嶋章義、日本の実業家、元カネボウ（現クラシエホールディングス）社長（* 1950年?）[157]
- 8月25日 - 上田豪、日本の銀行家、元百五銀行会長（* 1951年）[158]
- 8月25日 - 英ゆかり、日本の新派女優（* 1969年）[159]
- 8月25日 - ジョナサン・ゴールドスタイン（英語版）、イギリスの作曲家（* 1969年）[160]
- 8月25日 - フェルナンダ・ヤング（英語版）、ブラジルの小説家、脚本家、テレビ番組司会者（* 1970年）[161]
- 8月26日 - 石山陽、日本の検事長、元福岡高検検事長 (* 1928年)[162]
- 8月26日 - パル・ベンコ（英語版）、ハンガリー出身のアメリカ合衆国のチェスプレーヤー、グランドマスター（* 1928年）[163]
- 8月26日 - 宮崎康之、日本の野球指導者、元早稲田大学野球部監督 (* 1930年)[164]
- 8月26日 - イザベル・トレド（英語版）、アメリカ合衆国のファッションデザイナー（* 1960年）[165]
- 8月26日 - コリン・クラーク、アメリカ合衆国のサッカー選手、元同国代表（* 1984年）[166]
- 8月26日 - ドクトル・カロンテ（英語版）、メキシコのプロレスラー（* 生年不詳）[167]
- 8月27日 - ダウダ・ジャワラ、ガンビアの政治家、初代大統領、第2代首相（* 1924年）[168]
- 8月27日 - レオポルド・ポメス（スペイン語版）、スペインの写真家（* 1931年）[169]
- 8月27日 - 久保田カヨ子、日本の教育評論家（* 1932年）[170]
- 8月27日 - 野坂操壽 (2代目)、日本の箏曲家、作曲家 (* 1938年)[171]
- 8月27日 - ドニー・フリッツ（英語版）、アメリカ合衆国のカントリーミュージックミュージシャン（* 1942年）[172]
- 8月27日 - マーティン・ワイツマン（英語版）、アメリカ合衆国の経済学者（* 1942年）[173]
- 8月27日 - ペドロ・ベル（英語版）、アメリカ合衆国のアーティスト、イラストレーター（* 1950年）[174]
- 8月27日 - 朴漢用、大韓民国の実業家、元ポスコ社長（* 1951年）[175]
- 8月27日 - 橋本田鶴子、日本のカメラマン、アントニオ猪木の妻（* 1957年）[176]
- 8月27日 - ジェシー・コムズ（英語版）、アメリカ合衆国のレーシングドライバー、テレビ番組司会者（* 1980年）[177]
- 8月28日 - 聶元梓、中華人民共和国の政治家、学者（* 1921年）[178]
- 8月28日 - 松井恵美、日本の英文学者、岐阜市立女子短期大学・岐阜聖徳学園大学名誉教授（* 1923年）[179]
- 8月28日 - ニコラス・レオス（英語版）、パラグアイの団体理事、元南米サッカー連盟会長（* 1928年）[180]
- 8月28日 - ナンシー・ホロウェイ（英語版）、アメリカ合衆国のジャズ／ソウルシンガー（* 1932年）[181]
- 8月28日 - ミシェル・オーモン、フランスの俳優（* 1936年）[182]
- 8月28日 - スティーヴ・ハイエット（英語版）、イギリスの写真家、ミュージシャン（* 1940年）[183]
- 8月28日 - ソギャル・リンポチェ（英語版）、チベットのラマ、作家（* 1947年）[184]
- 8月28日 - ランディ・ロメロ（英語版）、アメリカ合衆国の競馬騎手（* 1957年）[185]
- 8月28日 - ショーン・スティーブンソン（英語版）、アメリカ合衆国の作家、セラピスト（* 1970年）[186]
- 8月29日 - ニタ・エングル（英語版）、アメリカ合衆国の水彩画家（* 1925年）[187]
- 8月29日 - 依田英助、日本の俳優、声優（* 1927年）[188]
- 8月29日 - 生井健夫、日本の俳優（* 1930年）[189]
- 8月29日 - コチャール・ミクロス（ハンガリー語版）、ハンガリーの作曲家（* 1932年）[190]
- 8月29日 - ユハニ・カルキネン、フィンランドのスキージャンプ選手、1958年ノルディックスキー世界選手権スキージャンプ個人金メダリスト（* 1935年）[191]
- 8月29日 - テランス・ディックス（英語版）、イギリスの作家、脚本家（* 1935年）[192]
- 8月29日 - ビバ・カッジャーノ（英語版）、イタリア出身のアメリカ合衆国のシェフ、作家（* 1936年）[193]
- 8月29日 - ジム・ランガー（英語版）、アメリカ合衆国のアメリカンフットボール選手（* 1948年）[194]
- 8月29日 - ブラッド・リナウィーバー（英語版）、アメリカ合衆国のSF小説作家（* 1952年）[195]
- 8月30日 - ハンス・ラウジング（英語版）、スウェーデンの実業家、元テトラパック社長（* 1926年）[196]
- 8月30日 - 大村彦次郎、日本の文芸評論家（* 1933年）[197]
- 8月30日 - 田村空谷、日本の書家（* 1935年）[198]
- 8月30日 - 荒牧琢己、日本の医学者、東京医科大学名誉教授（* 1938年）[199]
- 8月30日 - ヴァレリー・ハーパー（英語版）、アメリカ合衆国の女優（* 1939年）[200]
- 8月30日 - 池内紀、日本のドイツ文学者、エッセイスト（* 1940年）[201]
- 8月30日 - フランコ・コロンボ、イタリアのボディビルダー、俳優（* 1941年）[202]
- 8月30日 - 朴泰洵、大韓民国の小説家（* 1942年）[203]
- 8月31日 - 佐藤武敏、日本の東洋史学者、大阪市立大学名誉教授（* 1920年）[204]
- 8月31日 - イマニュエル・ウォーラーステイン、アメリカ合衆国の社会学者、歴史学者（* 1930年）[205]
- 8月31日 - レスリー・ハワード・ゲルブ（英語版）、アメリカ合衆国のジャーナリスト、官僚、元国務省軍政局長、ペンタゴン・ペーパーズ起草者（* 1937年）[206]
- 8月31日 - 横山孝雄、日本の漫画家（* 1937年）[207]
- 8月31日 - アレック・ホロウカ（英語版）、カナダのゲームデザイナー（* 1983年）[208]
- 8月31日 - アントワーヌ・ユベール、フランスのレーシングドライバー（* 1996年）[209]